# Pocieszenie

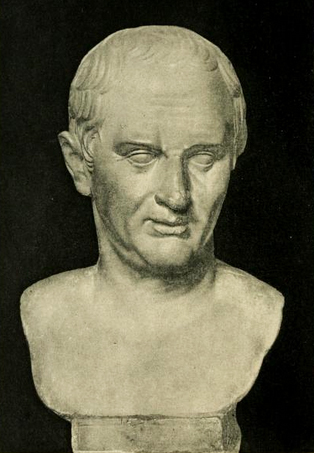
Popiersie Cycerona w wieku około 60 lat, w którym pisał Pocieszenie. Prawdopodobnie wykonane w I wieku. Muzeum Prado w Madrycie

Pocieszenie lub Konsolacja (łac. Consolatio) – zaginiony traktat filozoficzny autorstwa Marka Tulliusza Cycerona, napisany w roku 45 przed Chrystusem jako dzieło o charakterze bardzo osobistym, omawiający zagadnienia bólu, cierpienia i nieśmiertelności duszy człowieka. Ujęty w piękną formę literacką, którą zachwycał się jeszcze św. Augustyn, nie zachował się do czasów współczesnych. Zaczerpnięte z Pocieszenia cytaty oraz jego omówienia u autorów starożytnych pozwoliły badaczom do pewnego stopnia zrekonstruować treść traktatu. Pocieszenie wywarło olbrzymi wpływ na późniejszą literaturę, przede wszystkim filozoficzną i teologiczną, między innymi na dzieła łacińskich Ojców Kościoła. Traktowane było często jako podręcznik filozofii greckiej, omawiający stanowiska różnych uczonych i szkół wobec kwestii cierpienia oraz nieśmiertelności.

## Okoliczności i czas powstania
W lutym 45 roku w połogu zmarła ukochana córka Cycerona, Tullia. Na czas żałoby Arpinata schronił się w swojej wiejskiej posiadłości w Tuskulum, w której żył samotnie i skąd rzadko wyjeżdżał. W tej samotności – zwierzył się swojemu przyjacielowi Attykowi – nie mam z kim porozmawiać. Rankiem zapuszczam się w gęsty i cienisty las, który opuszczam dopiero wieczorem. Poza tobą nic mi nie jest tak drogie jak samotność. W samotności rozmawiam z książkami i tylko płacz mnie od nich odrywa. Wstrzymuję się, jak mogę, lecz ból jest silniejszy
Korzystając z biblioteki, którą zebrał w Tuskulum, Cyceron jeszcze w lutym 45 roku rozpoczął pisać dzieło poświęcone zagadnieniu cierpienia. 7 marca napisał do Attyka: Uczyniłem to, czego zaiste nikt przede mną; napisałem „Consolatio” do samego siebie. Dziełko to prześlę ci, gdy przepiszą je kopiści. Zapewniam, że jeszcze takiej konsolacji nie było. Na tej podstawie badacze uważają, że Pocieszenie zostało zasadniczo ukończone 7 marca 45 roku przed Chrystusem, chociaż jeszcze kilka dni później Cyceron poprawiał w nim niektóre fragmenty, zwłaszcza daty i fakty historyczne.

## Źródła
Podstawowym źródłem, na którym oparł się Cyceron, był traktat filozofa Krantora O boleści. Chociaż zamysł powziął Arpinata z dzieła Krantora, to jednak – jak sam zaznaczył – przeczytał wszystkie dostępne mu dzieła poświęcone tematyce cierpienia. W Pocieszeniu cytowani są bezpośrednio autorzy żyjący tak przed Krantorem, jak i po śmierci tego greckiego filozofa.
W wywodach o nieśmiertelności Cyceron wzorował się w głównej mierze na Platonie, cytując Fedona. Znał też Arpinata zaginioną Konsolację autorstwa Arystotelesa. Z późniejszych pisarzy wymienił w traktacie między innymi Diogenesa, Klejtomacha, Karneadesa, Chryzypa czy Posejdoniosa jako autorów dzieł, które czytał. Z zachowanych fragmentów oraz opinii późniejszych pisarzy badacze wyciągnęli wniosek, że Cyceron przedstawił w swoim dziele systematyczny przegląd poglądów najważniejszych filozofów i głównych szkół filozoficznych na temat cierpienia oraz nieśmiertelności duszy człowieka.

## Zawartość

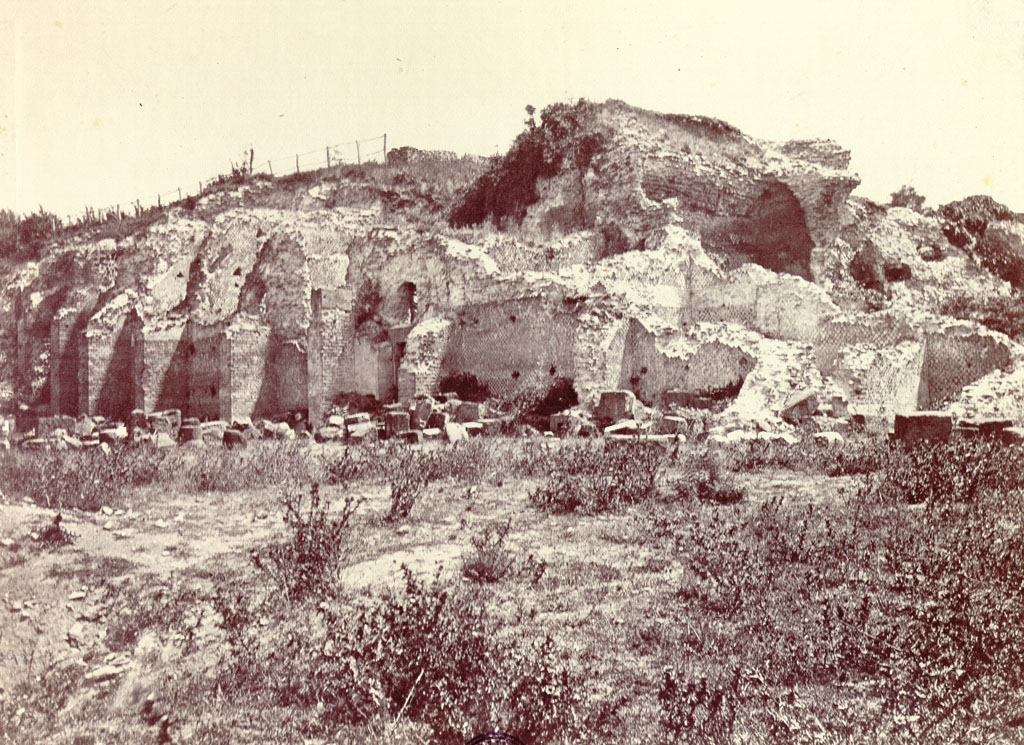
Ruiny rzymskiej willi w Tuskulum. Uważane za pozostałości, odbudowanego przez cesarza Trajana, domu Cycerona. Fotografia z 1891 roku

Pierwsza część traktatu poświęcona została opisaniu bólu po śmierci Tullii, którego doświadczał autor. Cyceron stwierdził, że chociaż przez całe życie walczył zwycięsko z losem – zwłaszcza w sprawach publicznych – to jednak najnowszy cios, który go spotkał – śmierć córki – jest najsilniejszy. Ustępuję i poddaję się – tymi słowami określił stan swojego ducha. Chcąc opanować ból, którego doświadczał, Arpinata szukał – według jego własnych słów – lekarstwa dostępnego na kartach prac różnych filozofów. Jednakże lektura rozmaitych dzieł filozoficznych nie ukoiła jego bólu. Dlatego postanowił dokonać, czego nie podjął się przed nim nikt inny – spróbować pocieszyć samego siebie, pisząc traktat poświęcony zagadnieniu przezwyciężania cierpienia.
Kontynuując rozważania, Cyceron uznał ból i cierpienie za zjawiska naturalne. Ich zanik – jego zdaniem – świadczyłby o braku człowieczeństwa. W słowach, które jego czytelnicy uznają w następnych wiekach za niezwykle piękne i wzruszające, odmalował autor nędzę ludzkiej egzystencji, czerpiąc przykłady głównie z historii Rzymu. Arpinata podsumował ten fragment dzieła w twierdzeniu, że śmierć jest wyzwoleniem od bólu i cierpienia, które spotyka człowieka w życiu, więc lepiej umrzeć, niż żyć. Tezę tę zwieńczył Cyceron opowiadaniami o przedwczesnej śmierci różnych sławnych ludzi.
W trzeciej części dzieła autor, na podstawie kolejnych przykładów czerpanych z historii Rzymu i biografii słynnych ludzi, wskazywał na piękno, szczęście i przyjemności, które niekiedy wiążą się z życiem. Zakończył ten fragment dylematem – sformułował kwestię, czy przedwczesna śmierć człowieka, mimo że przynosi mu wyzwolenie od cierpienia, nie pozbawia go jednak szczęścia oraz przyjemności, jakie może przynieść mu dalsze życie. Pytał także, czy tego typu śmierć nie powoduje dodatkowego bólu u osób, które kochały zmarłego.
Dylemat ten i pytania starał się rozstrzygnąć Cyceron w czwartej części dzieła. Omówił w niej rozmaite poglądy i argumenty wysuwane przez różne autorytety i szkoły filozoficzne, które wyjaśniały obecność cierpienia w życiu człowieka. Po analizie bardzo rozbieżnych poglądów filozofów, w podsumowaniu doszedł do wniosku, że żaden z naukowych argumentów nie spełnia swojego zadania, to znaczy nie uwalnia ostatecznie człowieka od cierpienia, nieodłącznie związanego z życiem.
Po odrzuceniu argumentów tłumaczących sens cierpienia, w piątej części Cyceron doszedł do wniosku, że jedynym realnym pocieszeniem dla cierpiącego człowieka jest przyjęcie twierdzenia o nieśmiertelności duszy. Argumenty za nieśmiertelnością, które zebrał z dzieł różnych filozofów – przede wszystkim Platona – stanowiły punkt kulminacyjny Consolatio. Wyrażone w tym miejscu poglądy Cycerona staną się w następnych stuleciach podstawą nauki o nieśmiertelności duszy u filozofów chrześcijańskich późnej starożytności, przede wszystkim u Augustyna z Hippony.
Ostatnia część dzieła poświęcona została apoteozie Tullii. Jej prawe życie doczesne – zdaniem Cycerona – dało jego córce pośmiertne szczęście. W końcowych fragmentach dzieła Arpinata wyłożył więc argumenty wskazujące na to, że dusze ludzi prawych wiodą szczęśliwe życie pośmiertne w niebie, u boku bogów. Szczęście to dotyczyło – według autora – tylko tych, którzy przebywając na ziemi przestrzegali zasad moralnych. W zakończeniu traktatu wyraził Cyceron nadzieję na ponowne spotkanie z córką po własnej śmierci.

## Znaczenie
Pocieszenie należy do gatunku pisarstwa filozoficznego popularnego w starożytnej Grecji – konsolacji. Było pierwszym dziełem łacińskim tego gatunku. Jednakże Pocieszenie odróżniało się od prac wcześniejszych autorów greckich trzema cechami – było bardzo osobiste, autor pocieszał w nim samego siebie, nie zaś czytelników, a przede wszystkim odrzucił dotychczasowe, standardowe argumenty używane w tym gatunku literatury filozoficznej.
Dlatego uważa się, że pod względem literackim Pocieszenie było nowatorskie i w sposób decydujący wpłynęło na późniejsze, podobne piśmiennictwo, zwłaszcza chrześcijańskie. Było też nowatorskie w swojej treści filozoficznej i teologicznej. Po raz drugi w swojej twórczości (poprzednio w Śnie Scypiona) Cyceron stwierdził, że człowiek jest istotą złożoną z duszy i ciała oraz wyraził przekonanie o nieśmiertelności duszy. Nauka zawarta w Pocieszeniu, uwalniając od ciężaru przesądów i zabobonów, a otwierając drogę do monoteizmu i wiary w życie pozagrobowe związane z zasługami moralnymi na ziemi, stwarzała nowe perspektywy rozwoju filozofii, teologii i religii.
Pocieszenie cieszyło się w starożytności wielkim poważaniem i uważane było za jedno z najważniejszych dzieł Cycerona. Znane było jeszcze w VI wieku, później jego rękopisy zaginęły. Omawiało go i cytowało wielu autorów. Studiowali je m.in. św. Hieronim, św. Ambroży czy Laktancjusz. Stało się podstawą łacińskiej literatury konsolacyjnej okresu starożytności i średniowiecza, przede wszystkim O pocieszeniu Boecjusza, a także późniejszej literatury poświęconej śmierci własnego dziecka, na przykład Trenów Jana Kochanowskiego. W O państwie Bożym Augustyn stwierdził: Któż zdołałby, choćby z pomocą najobfitszego potoku wymowy, przedstawić udręczenia tego życia? Uskarżał się na nie Cycero w „Pocieszeniu” po śmierci córki, jak tylko mógł; lecz ileż to jest, co on mógł powiedzieć?
Od XVI wieku różni autorzy próbowali zrekonstruować zaginione dzieło Cycerona. Wydawali swoje rekonstrukcje pod imieniem Arpinaty, co dało początek całej literaturze zwanej pseudo-cycerońską lub pseudo-konsolacyjną. Krytyczne wydanie wszystkich odnalezionych cytatów, wraz z rekonstrukcją dzieła, było w 1909 roku dziełem niemieckiego filologa Carla Friedricha Wilhelma Müllera. Według jego edycji zachowało się u starożytnych autorów 17 bezpośrednich cytatów z Pocieszenia oraz kilkadziesiąt omówień i nawiązań do treści tego dzieła.

### Wydania fragmentów
- Marcus Tullius Cicero: M. Tullii Ciceronis Scripta quae manserunt omnia Pars IV, Vol. 3. Carl Friedrich Wilhelm Müller (ed.). Lipsk: Teubner, 1909, s. 332–338. (łac.).

### Tłumaczenie polskie fragmentów
- Pocieszenie. W: Marcus Tullius Cicero: Pisma filozoficzne. Tom czwarty. Wiktor Kornatowski (tł.). Warszawa: Państwowe Wydawnictwo Naukowe, 1963, s. 203–211.

### Literatura
- Maria Jaczynowska: Religie świata rzymskiego. Warszawa: Państwowe Wydawnictwo Naukowe, 1987. ISBN 83-0107405-1.
- Kazimierz Leśniak: Pocieszenie (wstęp). W: Marcus Tullius Cicero: Pisma filozoficzne. Tom czwarty. Warszawa: Państwowe Wydawnictwo Naukowe, 1963, s. 198–202.
- Kazimierz Kumaniecki: Literatura rzymska. Okres Cyceroński. Warszawa: Państwowe Wydawnictwo Naukowe, 1977.
- Kazimierz Kumaniecki: Cyceron i jego współcześni. Warszawa: Czytelnik, 1989. ISBN 83-07-01455-7.